# Венесуэла на летних Олимпийских играх 1980
Венесуэла на летних Олимпийских играх 1980 была представлена 37-ю спортсменами в 7-и видах спорта, среди которых не было ни одной женщины. Спортсмены завоевали 1 медаль.

## Медалисты
| Серебро |                   |                         |           |
| №       | Спортсмены        | Вид спорта (дисциплина) | Дата      |
| 1       | Бернардо Пиньянго | Бокс (до 54 кг)         | 2 августа |

## Состав олимпийской сборной Венесуэлы

### Бокс
Спортсменов — 9
| Спортсмен           | Категория  | 1/16                                                | 1/8                                              | Четвертьфиналы                    | Полуфиналы                    | Финал                        | Место |
| Спортсмен           | Категория  | Соперник Результат                                  | Соперник Результат                               | Соперник Результат                | Соперник Результат            | Соперник Результат           | Место |
| ------------------- | ---------- | --------------------------------------------------- | ------------------------------------------------ | --------------------------------- | ----------------------------- | ---------------------------- | ----- |
| Педро Мануэль Нивес | До 48 кг   | Сингкхам Фонгпратхитх (LAO) Поб. 4:1                | Дитмар Гейлих (GDR) Пор. 0:5                     | Закончил выступление              | Закончил выступление          | Закончил выступление         | 9     |
| Армандо Гевара      | До 51 кг   | Нияма Нарантуя (MGL) Поб. 5:0                       | Рион Сик Йо (PRK) Пор. 1:4                       | Закончил выступление              | Закончил выступление          | Закончил выступление         | 9     |
| Бернардо Пиньянго   | До 54 кг   | Эрнесто Альгера (NCA) Поб. 4:1                      | Кута Вели (FIN) Поб. остановлен во втором раунде | Джон Сириякиббе (UGA) Поб. нокаут | Думитру Чипере (ROU) Поб. 3:2 | Хуан Эрнандес (CUB) Пор. 0:5 |       |
| Антонио Эспаррагоса | До 57 кг   | Петер Хэнлон (GBR) Пор. 1:4                         | Закончил выступление                             | Закончил выступление              | Закончил выступление          | Закончил выступление         | 17    |
| Нельсон Трухильо    | До 60 кг   | Шон Дойл (IRL) Пор. Бой остановлен во втором раунде | Закончил выступление                             | Закончил выступление              | Закончил выступление          | Закончил выступление         | 17    |
| Нельсон Родригес    | До 63.5 кг | Джон Мундуга (UGA) Пор. 1:4                         | Закончил выступление                             | Закончил выступление              | Закончил выступление          | Закончил выступление         | 17    |
| Элио Диас           | До 67 кг   | Лукас Тсомба (TAN) Пор. 1:4                         | Закончил выступление                             | Закончил выступление              | Закончил выступление          | Закончил выступление         | 17    |
| Джексон Ривера      | До 71 кг   | Роджер Хуаньи (BEN) Поб. 5:0                        | Уилсон Каома (ZAM) Пор. остановлен во 2 раунде   | Закончил выступление              | Закончил выступление          | Закончил выступление         | 9     |
| Хуан Кабеса         | До 75 кг   |                                                     | Чан Бонмун (PRK) Пор. нокаут                     | Закончил выступление              | Закончил выступление          | Закончил выступление         | 9     |

### Велоспорт

#### Шоссейный велоспорт
Всего спортсменов — 4
Мужчины
| Спортсмен                                            | Соревнование                        | Время                | Место |
| ---------------------------------------------------- | ----------------------------------- | -------------------- | ----- |
| Олинто Сильва                                        | Групповая шоссейная гонка           | Сошел                |       |
| Хуан Арройо                                          | Групповая шоссейная гонка           | Сошел                |       |
| Марио Медина                                         | Групповая шоссейная гонка           | 5:04:07.9 (+15:39.0) | 34    |
| Хесус Торрес                                         | Групповая шоссейная гонка           | 4:57:38.9 (+9:10.0)  | 20    |
| Хуан Арройо Клаудио Перес Олинто Сильва Марио Медина | Командная шоссейная гонка на 101 км | 2:14:15.8            | 18    |

### Лёгкая атлетика
Спортсменов — 1

#### Мужчины
| Спортсмен    | Соревнование | Предварительный раунд | Предварительный раунд | Четвертьфиналы | Четвертьфиналы | Полуфиналы  | Полуфиналы | Финал     | Финал     |
| Спортсмен    | Соревнование | Результат             | Место                 | Результат      | Место          | Результат   | Место      | Результат | Место     |
| ------------ | ------------ | --------------------- | --------------------- | -------------- | -------------- | ----------- | ---------- | --------- | --------- |
| Вильям Вуйке | 800м         | 1:48.42 (Q)           | 8                     |                |                | 1:47.38 (Q) | 10         | Не прошёл | Не прошёл |

### Плавание
Спортсменов — 3

#### Мужчины
| Спортсменка              | Соревнование        | Предварительные заплывы | Предварительные заплывы | Полуфиналы           | Полуфиналы           | Финал                | Финал                |
| Спортсменка              | Соревнование        | Результат               | Место                   | Результат            | Место                | Результат            | Место                |
| ------------------------ | ------------------- | ----------------------- | ----------------------- | -------------------- | -------------------- | -------------------- | -------------------- |
| Альберто Местре          | 100 м вольный стиль | 52.62                   | 13                      |                      |                      | Завершил выступления | Завершил выступления |
| Альберто Местре          | 200 м вольный стиль | 1:55,69                 | 27                      |                      |                      | Завершил выступления | Завершил выступления |
| Жан-Мари Франсуа Карезис | 200 м вольный стиль | 1:54,76                 | 20                      |                      |                      | Завершил выступления | Завершил выступления |
| Жан-Мари Франсуа Карезис | 400 м вольный стиль | 4:04.48                 | 22                      |                      |                      | Завершил выступления | Завершил выступления |
| Рафаэль Видаль           | 100 м баттерфляй    | 57.33                   | 18                      | Завершил выступления | Завершил выступления | Завершил выступления | Завершил выступления |
| Рафаэль Видаль           | 200 м баттерфляй    | 2:04.23                 | 11                      |                      |                      | Завершил выступления | Завершил выступления |

### Стрельба
Спортсменов — 2
Мужчины
| Спортсмен    | Дисциплина | Соревнования | Соревнования | Соревнования | Соревнования | Всего | Всего |
| Спортсмен    | Дисциплина | Очков        | Место        | Очков        | Место        | Очков | Место |
| ------------ | ---------- | ------------ | ------------ | ------------ | ------------ | ----- | ----- |
| Хулио Хесус  | Скит       |              |              |              |              | 194   | 12    |
| Хуан Лавьери | Скит       |              |              |              |              | 185   | 35    |

### Тяжёлая атлетика
Спортсменов — 1
Мужчины
| Категория | Спортсмен       | Масса | Рывок | Рывок | Рывок | Толчок | Толчок | Толчок | Всего | Место |
| Категория | Спортсмен       | Масса | 1     | 2     | 3     | 1      | 2      | 3      | Всего | Место |
| --------- | --------------- | ----- | ----- | ----- | ----- | ------ | ------ | ------ | ----- | ----- |
| 52 кг     | Умберто Фуэнтес | 52,00 | 90    | 90    | 90    | 117.5  | 127.5  | 127.5  | 207.5 | 11    |

### Футбол
Спортсменов — 16
Сборная Венесуэлы участвовала в турнире из-за бойкота Аргентиной Олимпийских игр
Мужчины

#### Состав команды
| №              | Имя                      | Клуб                | Дата рождения   | Возраст | Игр     | Голов   |
| Вратари        | Вратари                  | Вратари             | Вратари         | Вратари | Вратари | Вратари |
| -------------- | ------------------------ | ------------------- | --------------- | ------- | ------- | ------- |
| 1              | Осторгио Санчес          | Депортиво Италия    | 23 января 1959  | 21      | 3       | -7      |
| Защитники      |                          |                     |                 |         |         |         |
| 2              | Ордан Агирре             | Депортиво Лара      | 15 февраля 1955 | 25      | 3       | 0       |
| 3              | Эмилио Кампос            | УЛА                 | 22 августа 1954 | 25      | 3       | 0       |
| 4              | Педро Акоста             | Депортиво Галисия   | 28 ноября 1959  | 21      | 3       | 0       |
| 5              | Мауро Кичеро             | УЛА                 | 16 октября 1951 | 28      | 1       | 0       |
| 17             | Хуан Хосе Видаль         | Депортиво Италия    | 29 мая 1959     | 21      | 2       | 0       |
| Полузащитники  |                          |                     |                 |         |         |         |
| 6              | Роберт Элие              | Депортиво Италия    | 11 мая 1959     | 21      | 3       | 1       |
| 8              | Асдрубаль Санчес         | УЛА                 | 1 апреля 1958   | 22      | 3       | 0       |
| 10             | Бернардо Аньор           | Бинго               | 7 октября 1959  | 20      | 3       | 0       |
| 14             | Фернандо Перейра         | Сентраль Мадейренсе | 22 октября 1959 | 20      | 1       | 0       |
| Нападающие     |                          |                     |                 |         |         |         |
| 7              | Алексис Пенья            | УЛА                 | 1 июля 1956     | 24      | 2       | 0       |
| 9              | Икер Субисаретта         | Лойола              | 18 мая 1962     | 18      | 2       | 2       |
| 11             | Анхель де Хесус Кастильо | Венесуэла           | 18 апреля 1957  | 23      | 3       | 0       |
| 13             | Родольфо Карвахаль       | УЛА                 | 8 февраля 1952  | 28      | 3       | 0       |
| 15             | Педро Феблес             | Депортиво Галисия   | 18 апреля 1958  | 22      | 1       | 0       |
| 16             | Нельсон Карреро          | Бинго               | 3 февраля 1958  | 22      | 3       | 0       |
| Главный тренер |                          |                     |                 |         |         |         |
| Флаг Венесуэлы | Мануэль Пласенсия        | Мануэль Пласенсия   |                 |         |         |         |

#### Группа А
|   | Команда   | И | В | Н | П | ГЗ | ГП | +/- | Очки |
| - | --------- | - | - | - | - | -- | -- | --- | ---- |
| 1 | СССР      | 3 | 3 | 0 | 0 | 15 | 1  | +14 | 6    |
| 2 | Куба      | 3 | 2 | 0 | 1 | 3  | 9  | -6  | 4    |
| 3 | Венесуэла | 3 | 1 | 0 | 2 | 3  | 7  | −4  | 2    |
| 4 | Замбия    | 3 | 0 | 0 | 3 | 2  | 6  | −4  | 0    |

| 20 июля 1980 12:00                                | \| СССР \| 4:0 (3:0) Отчет \| Венесуэла \| \| Андреев 3' Черенков 25' Гаврилов 34' Оганесян 51' \| Голы \| \| | Стадион: Центральный стадион им. В. И. Ленина, Москва Судья: Франц Форер |
| СССР                                              | 4:0 (3:0) Отчет                                                                                               | Венесуэла                                                                |
| Андреев 3' Черенков 25' Гаврилов 34' Оганесян 51' | Голы |                                                                          |

| 22 июля 1980 12:00   | \| Венесуэла \| 1:2 (0:0) Отчет \| Куба \| \| Икер Субисаретта 53' \| Голы \| Луис Эрнандес 49' Рамон Нуньес 71' \| | Стадион: Стадион имени Кирова, Ленинград Судья: Эмилио Гурусето-Муро |
| Венесуэла            | 1:2 (0:0) Отчет | Куба                                                                 |
| Икер Субисаретта 53' | Голы | Луис Эрнандес 49' Рамон Нуньес 71'                                   |

| 24 июля 1980 12:00                          | \| Венесуэла \| 2:1 (0:0) Отчет \| Замбия \| \| Икер Субисаретта 86' Роберт Элие 90' (пен.) \| Голы \| Годфред Читалу 73' \| | Стадион: Стадион имени Кирова, Ленинград Судья: Хесус Паулиньо Силес |
| Венесуэла                                   | 2:1 (0:0) Отчет | Замбия                                                               |
| Икер Субисаретта 86' Роберт Элие 90' (пен.) | Голы | Годфред Читалу 73'                                                   |